# Leungo Tshweneetsile
Leungo Bronia Tshweneetsile (auch Tshvyeneetsile, * 8. Mai 1981) ist eine Badmintonspielerin aus Botswana. 

## Karriere
Leungo Tshweneetsile  nahm 2002 in allen vier möglichen Disziplinen an den Commonwealth Games teil. Mit dem Team schied sie dabei in der Gruppenphase aus und im Damendoppel und Mixed jeweils in der ersten Runde. Im Dameneinzel schied sie in Runde zwei aus. 2000, 2002, 2006, 2007 und 2011 startete sie bei den Afrikameisterschaften. 